# Kikugawa Yoshio
Kikugawa Yoshio (sinh ngày 12 tháng 9 năm 1944) là một cầu thủ bóng đá người Nhật Bản.

## Đội tuyển bóng đá quốc gia Nhật Bản
Kikugawa Yoshio thi đấu cho đội tuyển bóng đá quốc gia Nhật Bản từ năm 1969 đến 1971.

## Thống kê sự nghiệp
| Đội tuyển bóng đá Nhật Bản | Đội tuyển bóng đá Nhật Bản | Đội tuyển bóng đá Nhật Bản |
| Năm                        | Trận                       | Bàn                        |
| -------------------------- | -------------------------- | -------------------------- |
| 1969                       | 2                          | 0                          |
| 1970                       | 12                         | 0                          |
| 1971                       | 2                          | 0                          |
| Tổng cộng                  | 16                         | 0                          |